# Liste des saints roumains
 (octobre 2015).
Si vous disposez d'ouvrages ou d'articles de référence ou si vous connaissez des sites web de qualité traitant du thème abordé ici, merci de compléter l'article en donnant les références utiles à sa vérifiabilité et en les liant à la section « Notes et références ».
Cette page présente une liste des saints roumains :
- Jean Jacques de Choziba
- Basile de Poiana Màrului
- Sabas le Goth
- Étienne III de Moldavie
- Constantin II Brâncoveanu
- Parascheva des Balkans
- Jean Cassien
- Nicétas de Rémésiana
- Neagoe Basarab V
- Pierre Movilă
- Nicodème de Tismana
- Anthime l'Ibère
- Denys le Petit